# صفيراء سنغالية
صفيراء سنغالية (الاسم العلمي:Sophora senegalensis) هي نوع نباتي يتبع جنس الصفيراء من فصيلة البقولية.